# Vitbukig taggstjärt
Vitbukig taggstjärt (Mazaria propinqua) är en fågel i familjen ugnfåglar inom ordningen tättingar.

## Utseende och läte
Vitbukig taggstjärt är en liten fågel med en lång och kilformad stjärt. Ryggen är brun, med rostfärgade vingar och stjärt, medan strupen är svart. Könen är lika. Liknande gråkronad taggstjärt saknar den svarta strupen och blekbröstad taggstjärt har rostfärgad hjässa. Sången består av ett mekaniskt och nasalt "eh, ehhhhhhhh".

## Utbredning och systematik
Fågeln förekommer på öar i Amazonfloden (från Guyanaregionen till Bolivia). Den placeras numera oftast som ensam art i släktet Mazaria. 

## Status
Arten har ett stort utbredningsområde och beståndet anses stabilt. Internationella naturvårdsunionen IUCN listar den därför som livskraftig (LC).